# Damien Perrinelle
Damien Perrinelle (Suresnes, 12 september 1983) is een Franse voetballer (verdediger) die voor Istres, Clermont Foot, Amiens SC en US Boulogne heeft gespeeld.
Vanaf het seizoen 2014 speelt hij voor New York Red Bulls in de Amerikaanse MLS.